# Енн Шерідан
Клара Лоу Шерідан, відома як Енн Шерідан (англ. Ann Sheridan; 21 лютого 1915 — 21 грудня 1967) — американська акторка і співачка.

## Біографія
Клара Лоу Шерідан народилася в техасському місті Дентон 21 лютого 1915 року. Коли вона навчалася в коледжі, її старша сестра надіслала її фото в «Paramount Pictures». Там вона сподобалася продюсерам і незабаром її запросили в Голлівуд. Заради кар'єри Шерідан кинула коледж і вже в 19 років  дебютувала в кіно. У 1936 році, після двох років зйомок в епізодичних ролях на «Paramount Pictures», вона покинула студію і підписала контракт із «Warner Bros.», змінивши своє ім'я на Енн Шерідан.
Її кар'єра почала стрімко розвиватися, і в наступні роки Шерідан знялася в таких фільмах, як «Янголи з брудними обличчями» (1938), «Додж-Сіті» (1939), «Людина, яка прийшла до обіду» (1942), «Край темряви» (1943), «Нора Прентісс» (1947), «Невірна» (1947) і «Срібна річка» (1948).
Але попри численні успіхи в кіно, її кар'єра стала поступово згасати, і останньою великою її роллю стала Кетрін Гейтс у фільмі «Солдат у спідниці» (1949). У 1950-х роках вона знімалася дуже мало, і останні її роботи були на телебаченні, в серіалах «Інший світ» і «Пістолети і спідниці».
Енн Шерідан одружувалася чотири рази, зокрема з актором Джорджем Брентом (1942—1943). Дітей не мала. Померла від раку печінки 21 січня 1967 року в Лос-Анджелесі у віці 51 року. Енн Шерідан має зірку на Голлівудській алеї слави на Голлівуд-бульвар 7024.

## Фільмографія
1. 1934: «Дамам варто послухати» / Ladies Should Listen — Адель
2. 1934: «Колесо фургона» / Wagon Wheels — молода леді
3. 1935: «Будинок у горах» / Home on the Range — співачка
4. 1937: «Чорний легіон» / Black Legion — Бетті Гроган
5. 1937: «Сан-Квентін» / San Quentin — Мей Кеннеді
6. 1938: «Ковбой з Брукліну» / Cowboy from Brooklyn — Максін Чедвік
7. 1938: «Янголи з брудними обличчями» / Angels with Dirty Faces — Лорі Мартін
8. 1939: «Додж-Сіті» / Dodge City — Рубі Гілман
9. 1939: «Зимовий карнавал» / Winter Carnival — Джилл Бакстер
10. 1940: «Це все правда» / It All Came True — Сара Джейн Раян
11. 1942: «Людина, яка прийшла до обіду» / The Man Who Came to Dinner — Лоррейн Шелдон
12. 1942: «Кінгз Роу» / Kings Row — Ренді Монаган
13. 1943: «Край темряви» / Edge of Darkness — Карен Стенсгард
14. 1947: «Невірна» / The Unfaithful — Кріс Гантер
15. 1947: «Нора Прентісс» / Nora Prentiss — Нора Прентісс
16. 1948: «Скарби Сьєрра-Мадре»  — повія (в титрах не вказана)
17. 1948: «Срібна річка» / Silver River — Джорджія Мур
18. 1949: «Солдат у спідниці» / I Was a Male War Bride — Лейтенантка Кетрін Гейтс
19. 1950: «Жінка в бігах» / Woman on the Run — Елеонора Джонсон
20. 1953: «Призначення в Гондурас» / Appointment in Honduras — Сільвія Шеппард
21. 1956: «Протилежна стать» / The Opposite Sex — Аманда Пенроуз